# Đường lăn

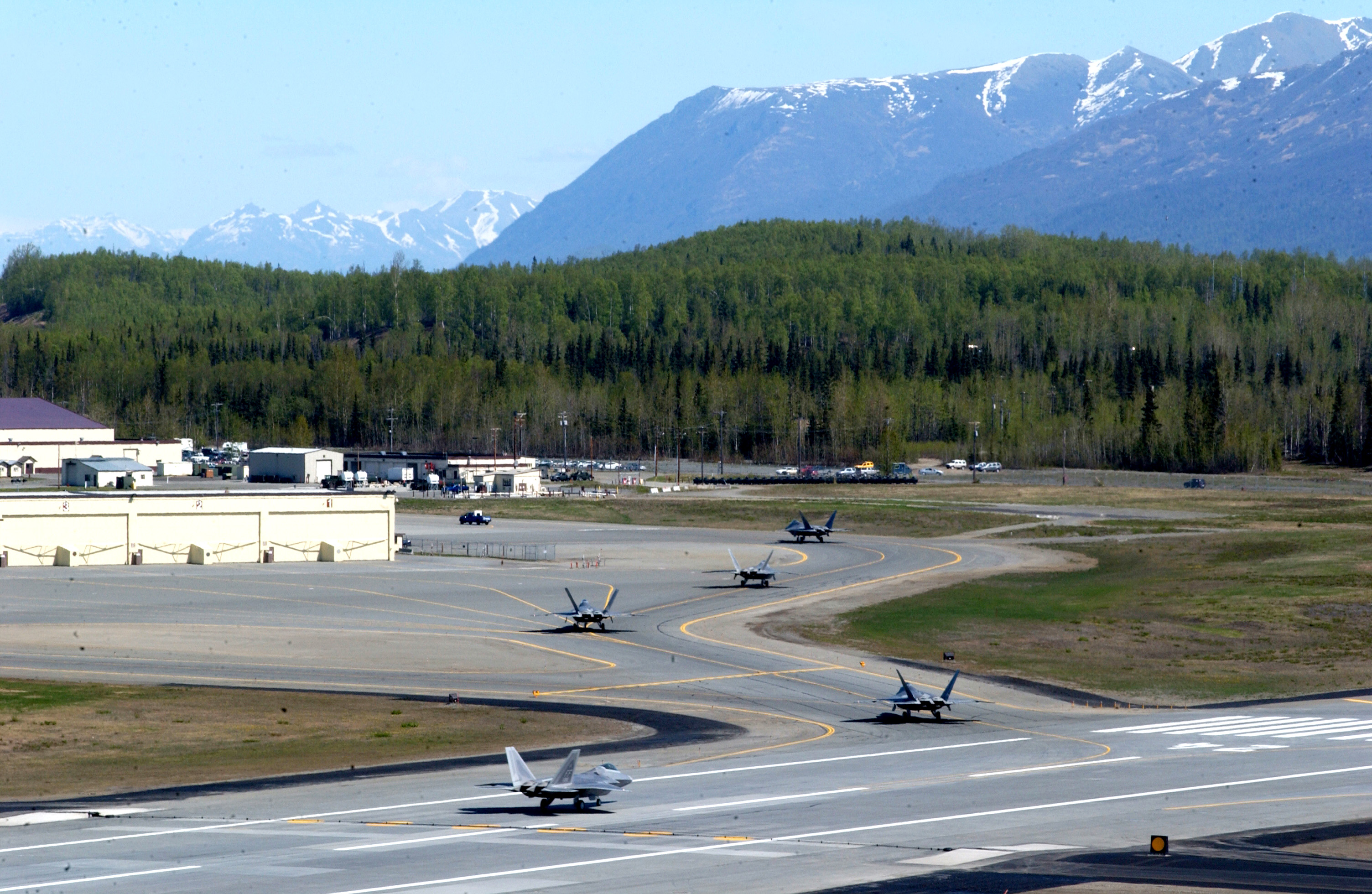
F-22 Raptor đang lăn tại Elmendorf AFB, Alaska, Hoa Kỳ

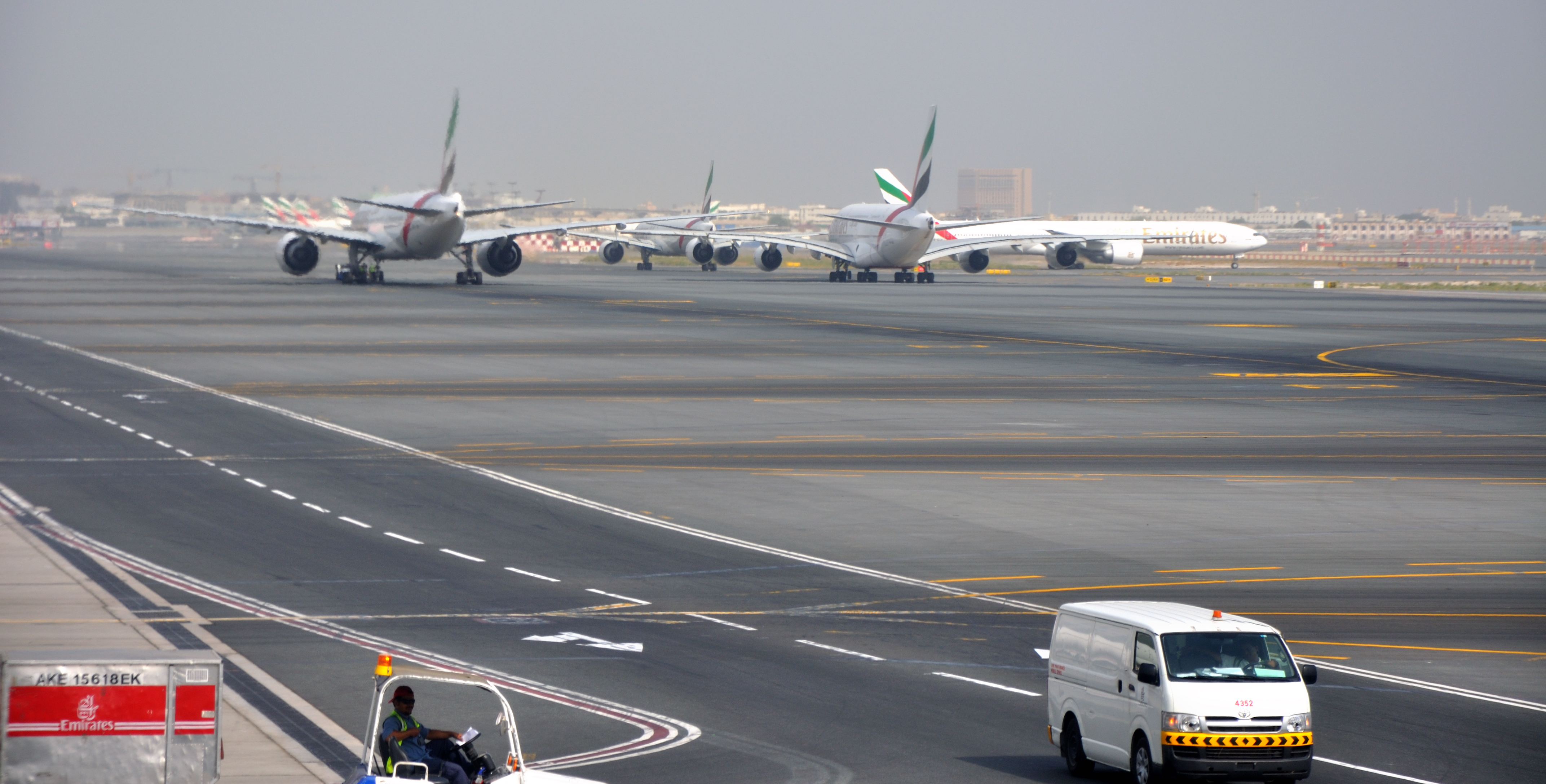
Máy bay đăng lăn vào đường băng tại Sân bay Dubai

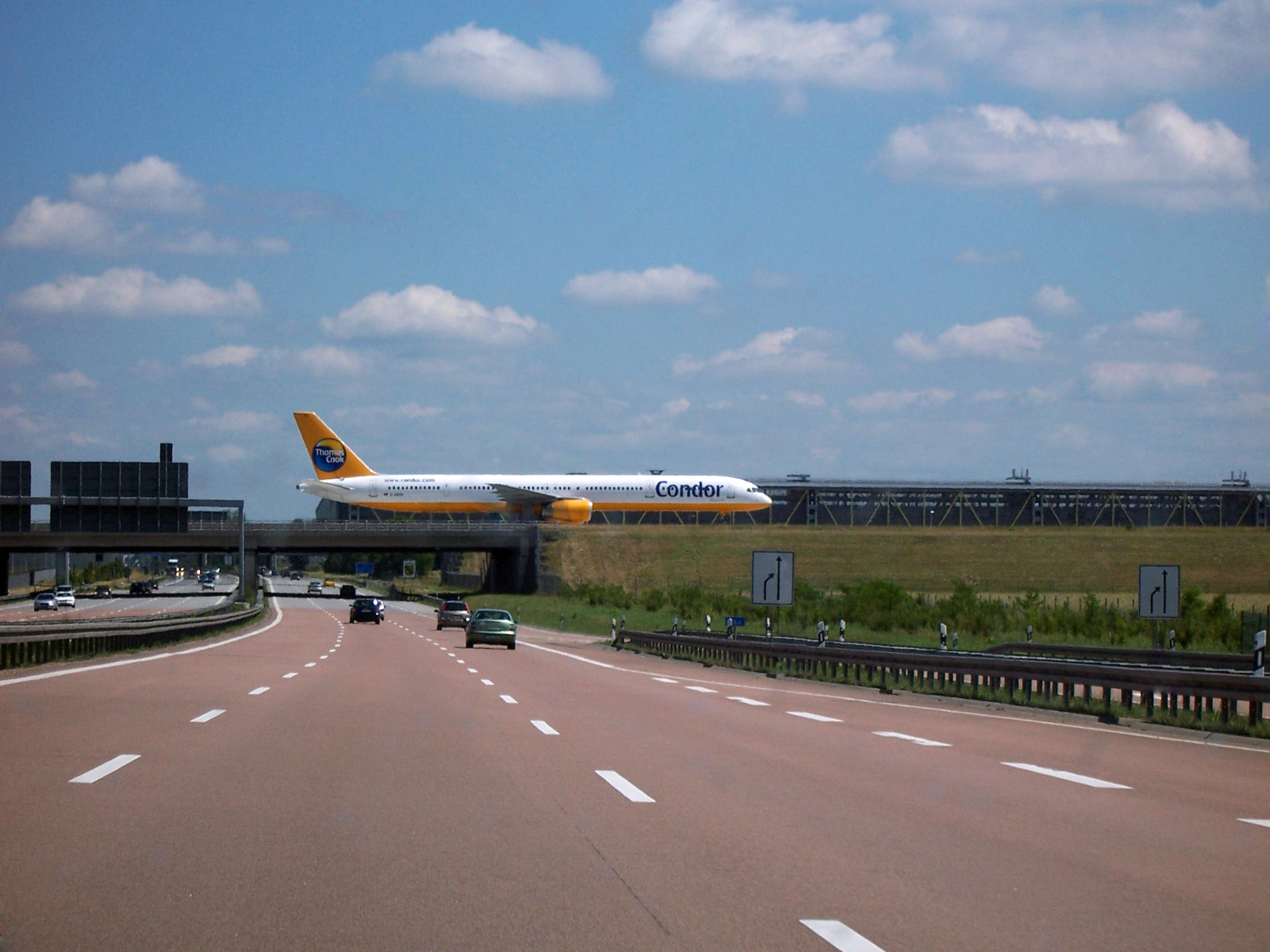
Đường lăn đi ngang Autobahn

Đường lăn (tiếng Anh: taxiway) là đường đi của tàu bay tại sân bay kết nối đường băng với sân đỗ, nhà chứa máy bay, nhà ga... Hầu hết nó có bề mặt cứng như là nhựa đường hoặc bê tông, mặc dù nhỏ hơn sân bay hàng không chung nên đôi khi còn sử dụng sỏi hoặc cỏ.
Hầu hết các sân bay không giới hạn tốc độ cụ thể đối với đường lăn, nhưng có một quy định chung về an toàn dựa trên chướng ngại vật. Tốc độ đường lăn thông thường là 20–30 nút (37–56 km/h; 23–35 mph).

## Đường lăn cao tốc
Các sân bay tấp nập thường xây dựng đường lăn cao tốc có phép tàu bay rời khỏi đường băng với tốc độ cao hơn và tàu bay khác đáp hoặc cất cánh trong thời gian ngắn. Điều này được thực hiện bằng cách giảm góc của lối thoát đường lăn thành 30 độ, thay vì 90 độ, do tăng tốc độ nên tàu bay có thể thoát đường đường lăn hướng đến đường băng.

## Tín hiệu

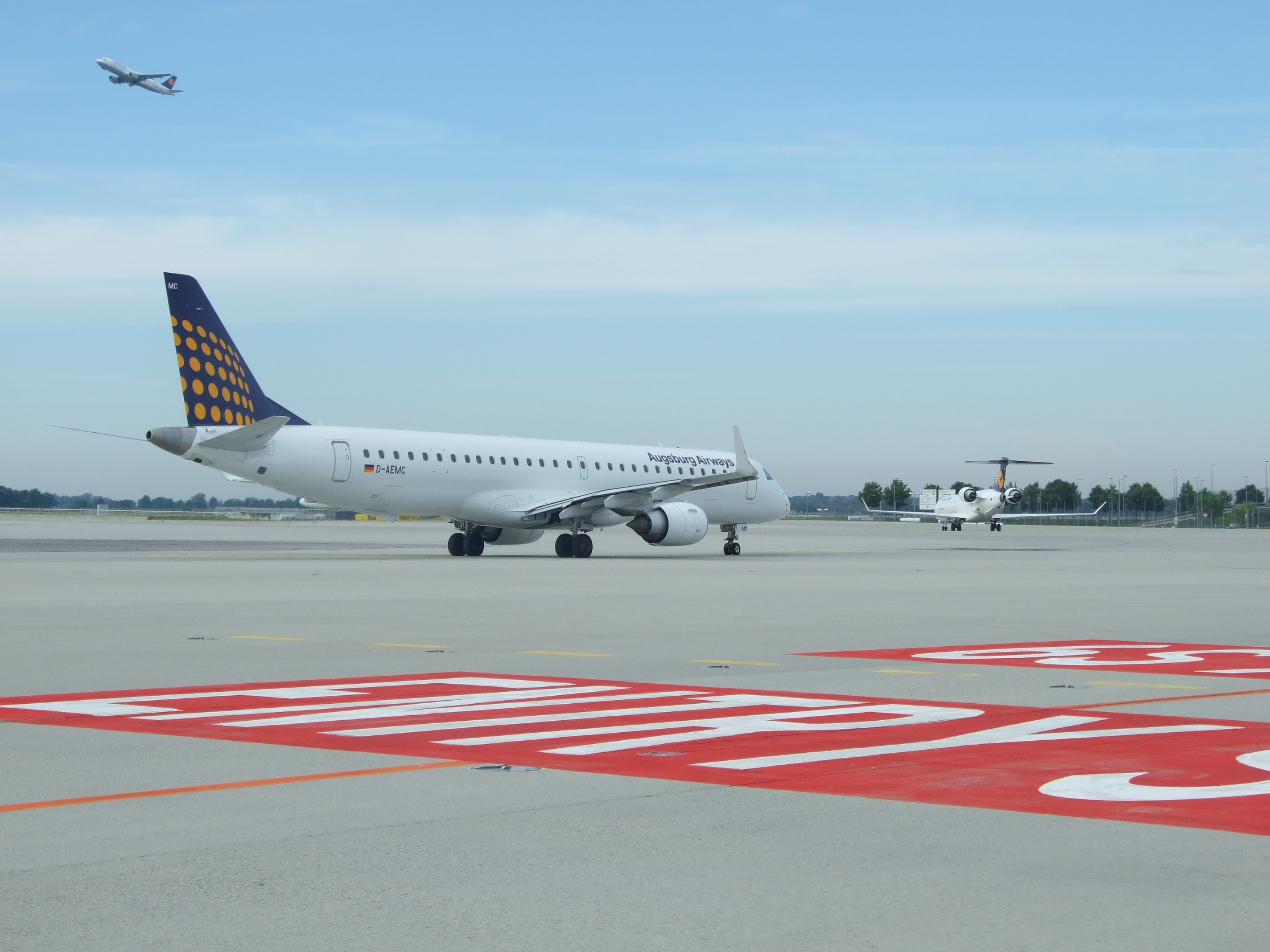
Đường lăn tại Sân bay Munich

- Tim đường lăn thường:[4] đường sơn đơn màu vàng liên tục, rộng 15 xentimét (6 in) đến 30 xentimét (12 in).
- Tim đường lăn tăng cường: đường sơn đôi màu vàng nét đứt song song với tim đường lăn, dài 150 feet (46 m) trước sơn tín hiệu vị trí dừng chờ lên đường cất hạ cánh. Tim đường lăn tăng cường là tiêu chuẩn[5] chứng nhận sân bay FAR khoảng 139 tại Hoa Kỳ.
- Tín hiệu cạnh đường lăn dùng để xác định ranh giới của đường lăn và lề đường lăn.
- Tín hiệu lề đường lăn đường sơn vàng vuông góc với cạnh đường lăn.
- Tín hiệu biển báo chỉ hướng trên bề mặt đường lăn: có nền vàng, thông tin và dòng chữ màu đen, dùng để hướng dẫn tàu bay tại nút giao của các đường lăn nơi không thể lắp đặt các biển báo chỉ hướng.
- Tín hiệu biển báo vị trí trên bề mặt đường lăn: có nền đen với dòng chữ màu vàng cùng với viền vàng đen.
- Tín hiệu vị trí dừng chờ lên đường cất hạ cánh: để thể hiện vị trí dừng khi tàu bay đã đến đường băng từ đường lăn. Một tập hợp 4 đường sơn vàng, 2 đường nét liền và 2 đường nét đứt, khoảng cách từ 6 đến 12 inch (15 hoặc 30 cm) mỗi đường, và kéo dài hết chiều rộng của đường lăn hoặc đường băng. Đường nét liền luôn được sơn ở phía tàu bay dừng.
- Tín hiệu vị trí dừng chờ ILS bao gồm một bộ hai đường song song màu vàng rộng (60 cm) được nối bởi các cặp vuông góc của hai đường với chiều rộng và khoảng cách là 0,3 m, các cặp này được lặp lại với khoảng cách là 3m và kéo dài qua chiều rộng của toàn bộ đường lăn.
- Tín hiệu vị trí chờ lăn trung gian là một vạch sơn đứt quãng kéo dài hết chiều rộng của đường lăn.
- Tín hiệu biển báo vị trí trên bề mặt đường lăn sử dụng nền đen với dòng chữ màu vàng.

Đường lăn được nhận dạng bằng chữ và số. Các ID đường lăn này được thể hiện bằng biển báo màu vàng và đen đặt dọc theo đường lăn.

## Biển báo

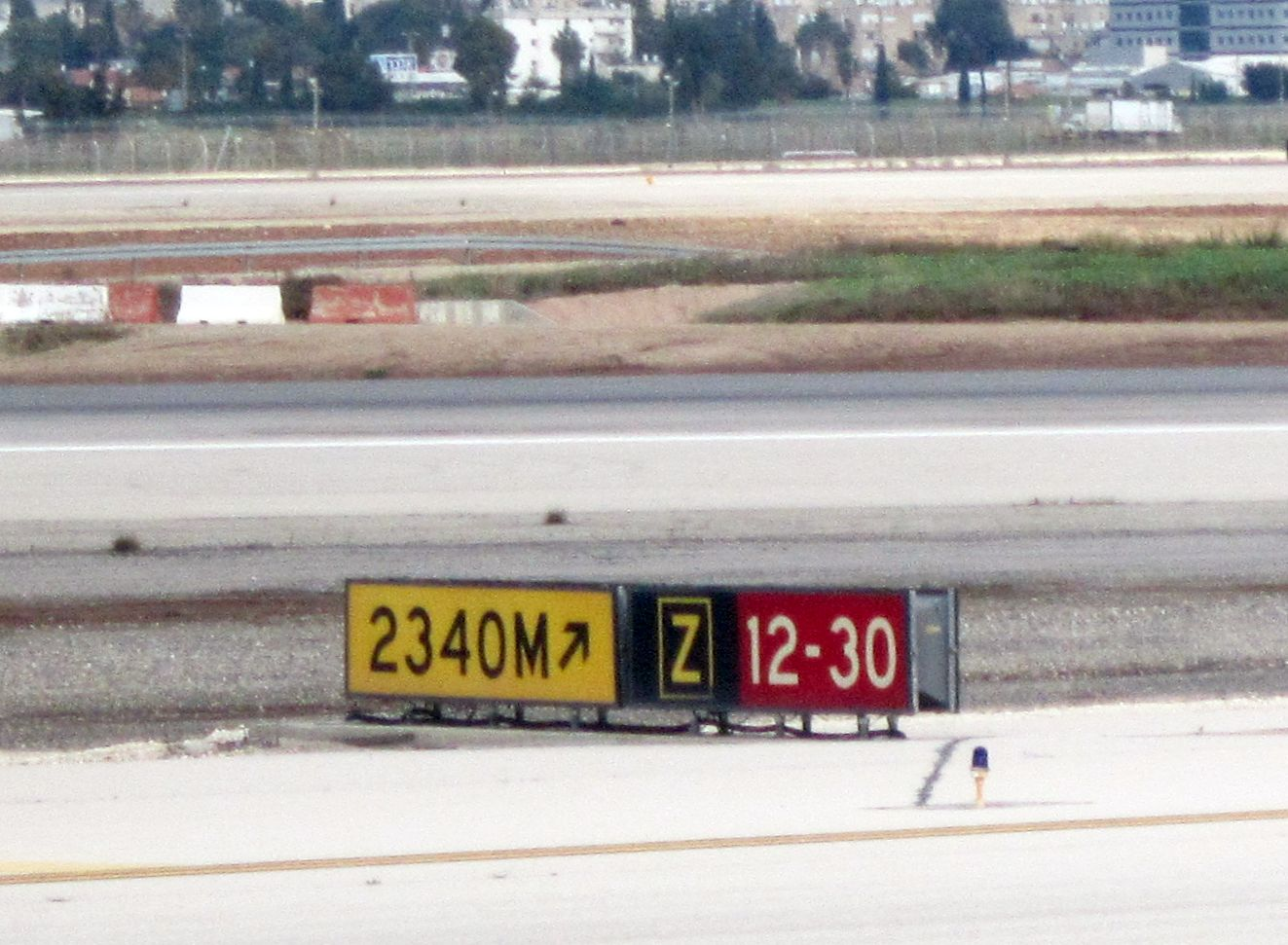
Các biển báo thường được kết hợp, trong trường hợp này là biển chỉ đường, biển vị trí và biển báo đường băng

Biển báo hướng dẫn tại sân bay cung cấp hướng đi và thông tin cho tàu bay lăn trên sân bay. Sân bay nhỏ hơn có thể có ít hoặc không có biển báo, thay vào đó dựa vào sơ đồ và biểu đồ sân bay.
Có hai loại biển báo tại sân bay:

### Biển báo hướng dẫn vận hành
- Biển báo vị trí – nền vàng và đen. Xác định đường băng hoặc đường lăn cho tàu bay hiện trên hoặc đang lăn vào.
- Biển báo chỉ đường/ lối ra đường băng – màu đen trên vàng. Xác định các đường lăn giao nhau mà tàu bay đang đến, với mũi tên chỉ hướng rẽ.
- Biển báo thanh dừng – màu trắng trên nền xanh dương. Biển báo này không nằm trong tiêu chuẩn.[6]
- Khác – nhiều sân bay sử dụng biển báo giao thông thông thường như biển báo dừng và nhường trong toàn bộ sân bay.

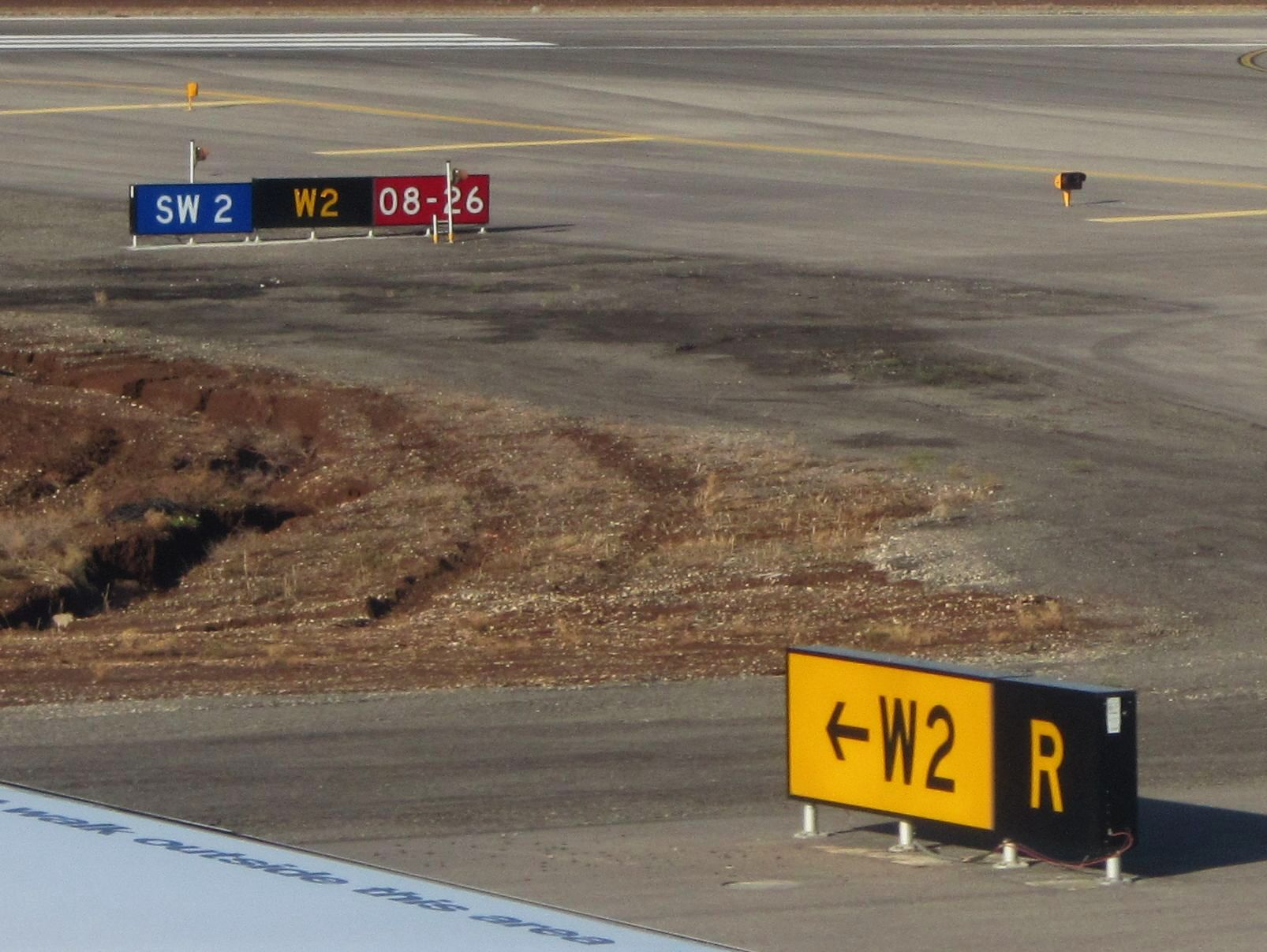
Biển báo chỉ đường "W2" màu vàng phía trước chỉ đến biển báo vị trí "W2" màu đen ở phía sau. Biển báo "SW 2" xanh dương không nằm trong tiêu chuẩn.

### Biển hướng dẫn bắt buộc

Biển cấm vào

Biển hướng dẫn bắt buộc có nội dung trắng trên nền đỏ. Nó báo hiệu lối vào đường băng hoặc khu vực tiềm ẩn nguy hiểm. Tàu bay yêu cầu phải dừng tại biển báo này cho đến khi đài không lưu cho phép đi.
- Biển báo đường băng – kí tự trắng trên nền đỏ. Biển báo xác định nút giao với đường băng ở phía trước, ví dụ đường băng 12-30 ở hình trên.
- Biển báo thay đổi tần số – Thường sử dụng biển báo dừng và hướng dẫn để thay đổi tần số khác. Biển báo này được sử dụng tại sân bay nhưng khác khu vực kiểm soát mặt đất.
- Biển báo vị trí dừng – Một vạch liền màu vàng dọc theo đường lăn cảnh báo vị trí nơi kiểm soát mặt đất có thể yêu cầu dừng lại. Nếu gặp hai vạch liền vàng và hai vạch nét đứt vàng, thì đây là vị trí dừng cho đường băng nút giao phía trước; không được vượt đường dừng đường băng nếu không được cho phép.